# 고쿠후정 (돗토리현)
고후쿠정(国府町)은 돗토리현 이와미군의 옛 정이다. 2004년 11월 1일에 돗토리시에 편입되었다.  예전의 정역은 돗토리시 고쿠후 정이 되었다.

## 지리
돗토리현의 동부에 위치하고 효고현과 접하고 있었다.

## 역사
덴페이 시대에 이나바 국의 국청이 놓여 정치와 경제의 중심지로서 번창한 역사를 가지고 있었다.
1950년대부터 돗토리 시로의 편입 합병 권고(쇼와의 대합병)가 발령되었지만 합병을 거부하고 1958년 우베노촌과 다이세이촌이 합병해 탄생했다. 베드타운화 등으로 1980년대에도 같은 일이 있었지만 합병에는 이르지 못했다. 그러나 헤이세이의 대합병으로 2004년 11월 1일에 돗토리시와 합병되었다.
- 1957년 1월 1일 - 우베노촌, 다이세이촌이 합병해 성립하였다.
- 2004년 11월 1일 - 돗토리시에 편입되었다. 동일 고쿠후정은 폐지되었다.

## 교통

### 도로
- 돗토리 현도 31호선 돗토리 고쿠후 이와미선
- 돗토리 현도 37호선 이와미 하치토선
- 돗토리 현도 39호선 군 이에야후선
- 돗토리 현도 154호선 가미치 나카가와라선
- 돗토리 현도 194호선 쓰노이 구니후선
- 돗토리 현도 225호선 산다이라 미야시타선
- 돗토리 현도 247호선 오쿠다니 쇼렌지선 (현 돗토리 현도 247호 묘가키 쇼렌지 선)
- 돗토리 현도 251호선 고쿠후 쇼렌지선
- 돗토리 현도 282호선 아소고쿠후선
- 돗토리 현도 291호선 돗토리 고쿠후선